# Gierłoż (powiat kętrzyński)
Gierłoż (niem. Görlitz (Ostpr.)) – osada leśna w Polsce położona w województwie warmińsko-mazurskim, w powiecie kętrzyńskim, w gminie Kętrzyn.
W latach 1975–1998 miejscowość należała administracyjnie do województwa olsztyńskiego.
Jest to ostatnia miejscowość na trasie do Wilczego Szańca od drogi Kętrzyn–Giżycko.

## Historia
Nazwa wsi pochodzi od nazwiska prokuratora Hansa von Görlitz, który w 1353 r. miał tu zamek myśliwski. Strażnica krzyżacka w Wopławkach została zniszczona w tym samym roku przez najazd Olgierda i Kiejstuta. Później z zamku w Gierłoży korzystali prokuratorzy kętrzyńscy do 1426 r., kiedy to wielki mistrz krzyżacki Paul Bellitzer von Russdorff (wcześniej prokurator kętrzyński) chciał w tej okolicy lokować wieś na prawie magdeburskim. Zarządcą tej wsi miał być Hans Behm. Lokacja się nie powiodła i ówczesne miasto Rastenburg w 1437 r. nabyło 50 włók gierłoskiego lasu, który posiadało do 1945 r. W 1913 r. miasto posiadało tam ogólnej powierzchni 1167 ha, z tego 1069 ha i 37 ha użytków rolnych.
Po I wojnie światowej miejscowość należała do Republiki Weimarskiej, a od 1933 do III Rzeszy. Na jej terenie powstała kwatera główna Hitlera „Wilczy Szaniec”. W miejscu, gdzie był krzyżacki zamek myśliwski powstał oddzielny majątek ziemski.

## W pierwszej połowie XX wieku
W 1913 r. właścicielem majątku był Julius von Normann. Majątek razem z folwarczkiem miał powierzchnię 174 ha, w tym 127 ha użytków rolnych. Hodowano tam 25 koni, 80 szt. bydła, w tym 40 krów i 20 szt. trzody chlewnej. W tym samym roku majątek zmienił właściciela. Został nim pochodzący z arystokratycznej rodziny z okolic Dortmundu Dodo zu Innhausen und Knyphausen, który przez 20 lat do 1934 r. pełnił funkcję z wyboru starosty ówczesnego powiatu rastenburskiego. Knyphausen wybudował nowy neobarokowy dwór około 1 km dalej w prawo od istniejącego ośrodka zabudowy przy drodze Kętrzyn – Wilczy Szaniec. Dwór wybudowany został nad niewielkim jeziorem Siercze. Knyphausen mieszkał w swoim dworze do 1945 r., a wieś Gierłoż i jego dwór znajdowały się tuż przy zasiekach z drutu kolczastego otaczających pole minowe biegnące wokół kwatery Hitlera.

## Starosta Schulz
Po Knyphausenie starostą mianowany został Fritz Schultz – wieloletni nauczyciel z Wandajn, których właścicielem była rodzina v.d. Groeben. Schultz był w grupie pierwszych członków NSDAP na terenie Prus Wschodnich. Był zaufanym starostą Ericha Kocha. Jeśli Koch miał wpływ na lokalizację kwatery głównej Hitlera na terenie swojej prowincji, to Schultz miał wpływ na ukierunkowanie tej lokalizacji na teren swojego powiatu. Schultz organizował m.in. przyjazdy młodzieży z Hitlerjugend na urodziny Hitlera do Wilczego Szańca. Na Schultza krzywym okiem patrzyła ówczesna arystokracja niemiecka, uważając go za „parweniusza”. Nawet pośmiertnie (zginął w czasie ucieczki przez Zalew Wiślany) negatywnie jest oceniany w opracowaniach Kreisgemeinschaft Rastenburg (Powiatowego Związku Rastenburczyków). Obwiniany jest za niekompetencje w administracji oraz za opóźnienie ewakuacji.

## Współczesność

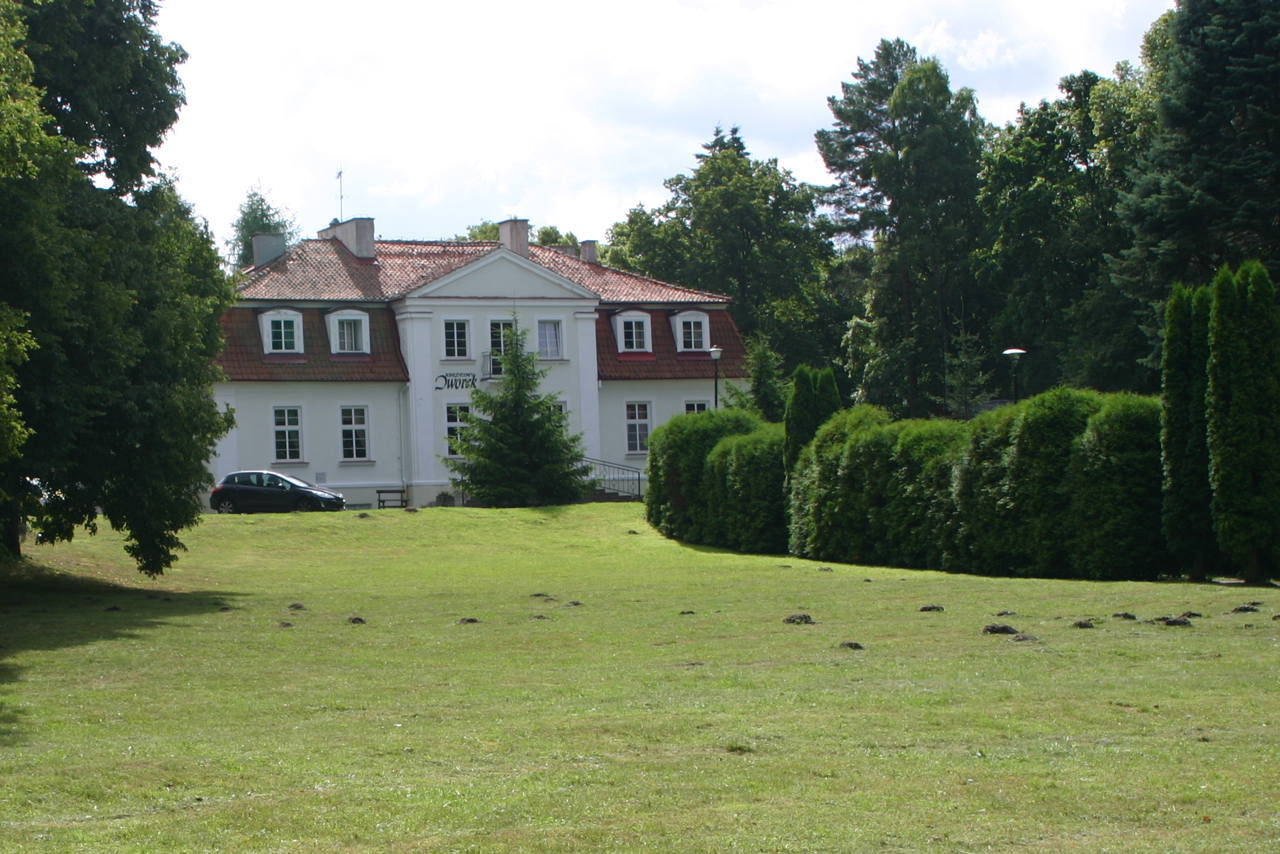
Gierłoż

Dwór przez długie lata służył jako ośrodek wczasowy Instytutu Lotnictwa w Warszawie. Dwór wraz z otoczeniem został sprzedany. Nowy właściciel odremontował dwór i wybudował dalej w parku (obok istniejących bungalowów) oddzielny budynek hotelowy. Całość zespołu hotelowego – restauracyjnego nazywana jest „Księżycowym Dworkiem”.
Wieś Gierłoż znajduje się przy drodze z Czernik do Wilczego Szańca, na skraju gierłoskiego lasu. Pod drogą do Czernik przechodzi podziemny kanał wodny (rurociąg) łączący jeziora Mój i Siercze
We wsi są dwie leśniczówki i kilka gospodarstw rolnych. W roku 2000 we wsi było 24 mieszkańców. Wieś należy do sołectwa Czerniki.